# Підгірне (Кам'янський район)
Підгі́рне — село в Україні, у Криничанській селищній громаді Кам'янського району Дніпропетровської області.
Населення — 109 мешканців.

## Географія
Село Підгірне розміщене на відстані 1,5 км від села Прапор і за 2 км від села Семенівка. Селом протікає пересихаюча Балка Глибока із загатою.

## Населення

### Мова
Розподіл населення за рідною мовою за даними перепису 2001 року:
| Мова            | Відсоток |
| --------------- | -------- |
| українська      | 87,2 %   |
| російська       | 6,4 %    |
| молдовська      | 3,7 %    |
| білоруська      | 1,8 %    |
| інші/не вказали | 0,9 %    |